# Кремени До
Кремени До (на сръбски: Кремени До) е село в Босна и Херцеговина, разположено в община Требине, в ентитета на Република Сръбска. Населението му според преброяването през 2013 г. е 12 души, от тях: 12 (100,00 %) сърби.

## Население
Численост на населението според преброяванията през годините:
- 1961 – 82 души
- 1971 – 82 души
- 1981 – 64 души
- 1991 – 42 души
- 2013 – 12 души